# Patricia Ariza
Patricia Ariza Flórez (Vélez, 27 de enero de 1946) es una artista plástica, poetisa, dramaturga, actriz y activista política colombiana. Se desempeñó como ministra de la Cultura en el gobierno de Gustavo Petro.
Fue por muy largos años miembro del Partido Comunista colombiano, y después militante activa de la Unión Patriótica. 
Es fundadora de la Casa de la Cultura, hoy Teatro de  La Candelaria, junto a su compañero, el director teatral Santiago García, y fundadora de la Corporación colombiana de teatro. 
Dirige dos de las más importantes festivales de Colombia, el Alternativo y Mujeres en escena por la paz.

## Biografía

### Primeros años y estudios
De familia de origen campesino, a muy temprana edad Ariza y su familia se vieron obligados a migrar a Bogotá, debido al desplazamiento forzoso ocasionado por la época de La Violencia.
Su formación es autodidacta. Estudió algunos cursos de historia del arte en la Universidad Nacional de Colombia, entre los años 1967 y 1968. En 1969 recibió un doctorado honoris causa del Instituto Superior de Arte de Cuba.

### Trayectoria artística
En junio de 1966 fundó el Teatro La Candelaria junto con su compañero, el director teatral Santiago García.
En 1986 dirigió su primera obra El viento y la ceniza por la que recibió recibió el Premio Anna Magnani de Brasil. Desde entonces ha sido autora de más de 20 obras, muchas de ellas premiadas, y coautora de varias obras de creación colectiva del grupo La Candelaria. Igualmente ha sido directora de seis Festivales Nacionales de Teatro y ha sido promotora cultural y asesora para varias entidades como el SENA, Naciones Unidas, varias ONGs, entre otros.
De su relación afectiva con Santiago García durante 17 años, nació su hija Catalina García  Ariza en 1972 .

### Militancia y activismo político
En su juventud estuvo vinculada al nadaísmo junto a  Dinah Merlini, Helena Escobar, Elmo Valencia y Helena Restrepo.  
Hizo parte de la Juventud Comunista Colombiana, JUCO; y  durante muchos años fue miembro del Partido Comunista de Colombia.. Llegó a ser detenida por participar en protestas contra la guerra de Vietnam y contra el Estatuto de Seguridad durante el gobierno de Julio César Turbay.
Fue una de los miembros fundadores del partido Unión Patriótica en donde participó como militante y  activista. Sobrevivió al genocidio en contra de dicho partido, tiempo durante el cual recibió amenazas e intentos de atentados contra su vida.  A  Patricia Ariza se le acusaba de  promover, financiar, y encubrir actividades  para las FARC y otros grupos guerrilleros y revolucionarios, detrás de las prácticas teatrales y los servicios comunitarios y sociales que prestaba. Los periódicos y revistas de las FARC se repartieron por años en el teatro de La Candelaria en cada función.
Ariza ha trabajado  con mujeres y niños víctimas del conflicto armado, creando obras teatrales para ellos e invitándolos a participar. En 2014 fue una de los impulsores de «La cumbre mundial de arte y cultura para la paz» realizada en el mes de abril en Bogotá en el marco de los diálogos de paz entre el gobierno colombiano y las FARC-EP.
Es la presidenta de la Corporación Colombiana de Teatro con sede en Bogotá, Colombia.Y  Directora del Festival de mujeres en escena por la paz y del Festival de teatro alternativo.

### Ministra de Cultura

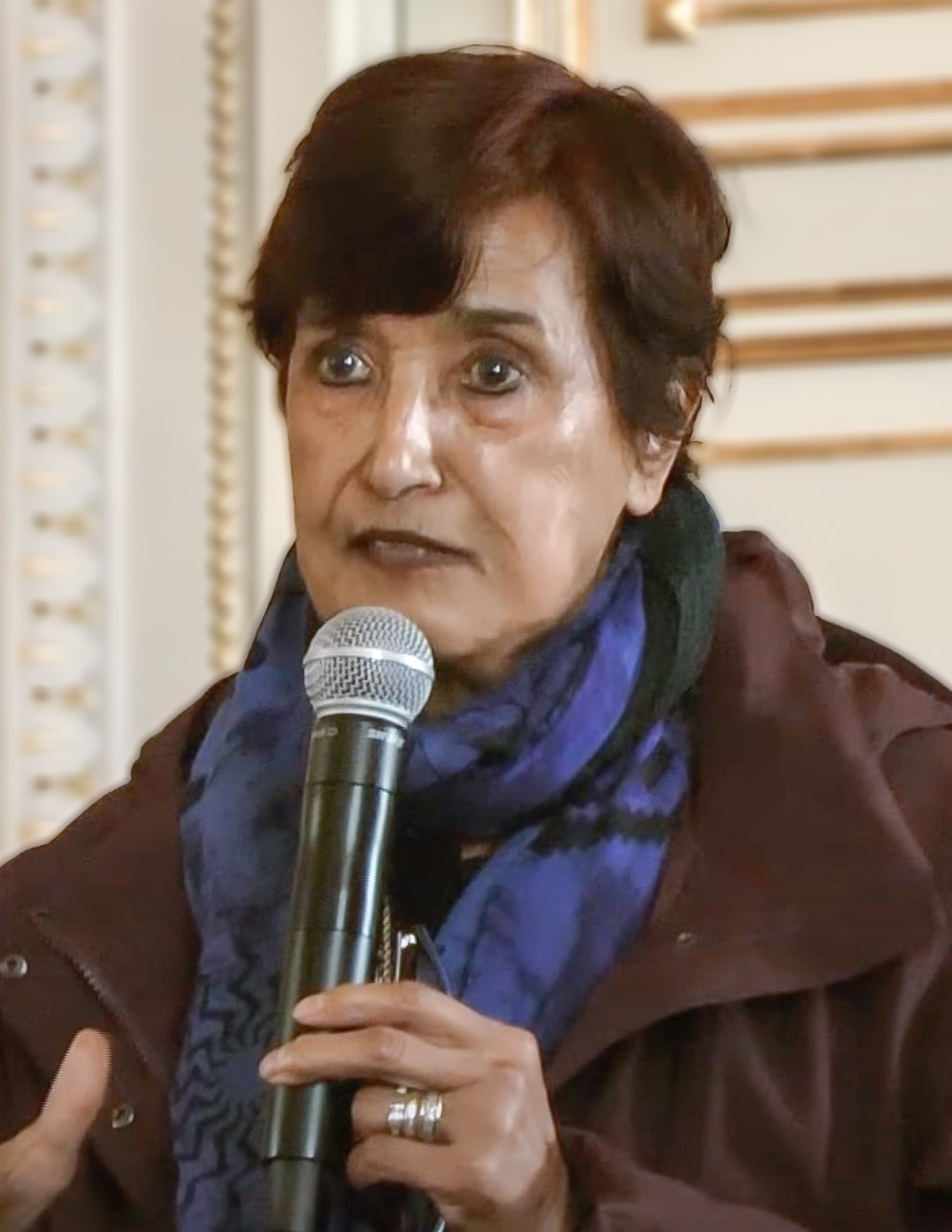
Ariza durante su paso por el ministerio en 2022.

El 4 de julio de 2022 fue designada por el presidente electo Gustavo Petro (2022-2026) como Ministra de Cultura.
Durante su paso por el ministerio Ariza cambió el enfoque dado a la cultura por el anterior gobierno con la llamada «economía naranja» sustituyéndolo por la que llamó la «economía popular y alternativa». Igualmente propuso el cambio de nombre del ministerio buscando que este fuera más inclusivo con los pueblos indígenas y afros. El nombre propuesto fue «Ministerio de las Culturas, las Artes y los Saberes» que se conocería como Micasa.
En la noche del 27 de febrero de 2023 el presidente Gustavo Petro anunció la salida de Patricia  Ariza como Ministra de Cultura. Aunque el gobierno no dio una razón por la salida de la artista, se conoció por información de prensa que Ariza mantenía diferencias con el viceministro de creatividad Jorge Zorro, quien buscaba implementar un sistema de orquestas a nivel nacional similar al Sistema Nacional de Orquestas y Coros Juveniles e Infantiles de Venezuela.   Ariza lamentó la forma como se dio su salida y dijo que continuaría su trabajo teatral y seguiría acompañando y respaldando al gobierno del presidente Petro.

## Reconocimientos y premios
Ariza ha recibido numerosos premios nacionales e internacionales por su trabajo artístico y social. Realiza actividades continuas con el Movimiento social de mujeres y distintas  organizaciones sociales. En 2007 recibió en Holanda el Premio Príncipe Claus "por sus aportes a la cultura universal y su compromiso artístico con la búsqueda de la paz". 
En 2008 fue condecorada con la Orden del Congreso en reconocimiento a "toda una vida dedicada a la cultura".También  recibió  el premio GLOU del Encuentro de mujeres de Cádiz y el premio  FIT de Cádiz. Recibió el premio Gilder Coigner por parte de la Asociación de directoras y dramaturgas de Estados Unidos.En el año 2014 recibió el Premio Nacional a la Defensa de los Derechos Humanos en Colombia en la categoría Defensor Toda Una Vida.
Está considerada como una de las lideresas feministas y culturales más importantes del país.

## Obras
- 1981: La alegría de leer
- 1986: El viento y la ceniza
- 1984: Tres mujeres y prevert.
- 1989: Mujeres en trance de viaje
- 1991: La Kukhualina
- 1991: Mi Parce
- 1992: 400 Assa
- 1994: La Calle" y "El Parche
- 1992-1993: ¿Serán diablos o qué serán?
- 1993: María Magdalena,
- 1993: Luna Menguante
- 1995: Ópera Rap
- 1996: Del Cielo a la Tierra
- 1996: Proyecto Émily
- 1997: A Fuego Lento
- 1998: Danza Mayor
- 1999: La Madre
- 1992: Medea Húngara
- 2001: Antígona
- 2001: Los Nadaístas
- 2000: Mujeres Desplazándose
- 2001: Camilo Vive
- 2005: Cuidado Endemoniados Sueltos
- 2015: "Memoria"
- 2016: "CAMILO"